# هلنا اوما
هلنا اوما (اسپانیایی: Helena Oma‎؛ زادهٔ ۲۳ اکتبر ۱۹۹۶) بازیکن بسکتبال زن اهل اسپانیا است.
از باشگاه‌هایی که در آن بازی کرده‌است می‌توان به باشگاه بسکتبال ساراگوسا اشاره کرد.
وی در مسابقات کشوری و بین‌المللی در مجموع برندهٔ ۱ مدال طلا شده‌است.